# Борзинка
Борзинка — деревня в Гусь-Хрустальном районе Владимирской области России, входит в состав Муниципального образования «Посёлок Анопино».

## География
Деревня расположена в 3 км на юго-запад от центра поселения посёлка Анопино и в 7 км на север от Гусь-Хрустального, остановочный пункт 56 км на ж/д линии Владимир — Тумская. 

## История
С 1926 года деревня входила в состав Арсамакинской волости Гусевского уезда. В 1926 году в деревне числилось 13 дворов. 
С 1929 года деревня входила в состав Александровского сельсовета Гусь-Хрустального района, с 1940 года — в составе Анопенского сельсовета, с 1954 года — в составе Арсамакинского сельсовета, с 1971 года — в составе Вашутинского сельсовета, с 2005 года — в составе Муниципального образования «Посёлок Анопино».

## Население
| 1926 | 2002 | 2010 | 2021 |
| ---- | ---- | ---- | ---- |
| 69   | ↘9   | ↗23  | ↘12  |